# Bourdonné
Bourdonné è un comune francese di 483 abitanti situato nel dipartimento degli Yvelines nella regione dell'Île-de-France.
Il territorio comunale è bagnato dalle acque del fiume Vesgre.

## Società

### Evoluzione demografica
Abitanti censiti